# Ромийе
Ромийе (фр. Romillé) — коммуна на северо-западе Франции, находится в регионе Бретань, департамент Иль и Вилен, округ Ренн, кантон Монтобан-де-Бретань. Расположена в 20 км к северо-западу от Ренна, в 5 км от национальной автомагистрали N12.
Население (2018) — 3 942 человека. 

## Достопримечательности
- Церковь Святого Мартина Турского XVI века

## Экономика
Структура занятости населения:
- сельское хозяйство — 10,5 %
- промышленность — 6,9 %
- строительство — 6,9 %
- торговля, транспорт и сфера услуг — 30,4 %
- государственные и муниципальные службы — 45,4 %

Уровень безработицы (2018) — 7,3 % (Франция в целом —  13,4 %, департамент Иль и Вилен — 10,4 %). 

Среднегодовой доход на 1 человека, евро (2018) — 22 430 (Франция в целом — 21 730, департамент Иль и Вилен — 22 230).

## Демография
Динамика численности населения, чел.

## Администрация
Пост мэра Ромийе с 2020 года занимает Анри Досе (Henri Daucé). На муниципальных выборах 2020 года возглавляемый им независимый список победил в 1-м туре, получив 51,39 % голосов.
| Период | Период | Фамилия        | Партия                         | Примечания                                                     |
| ------ | ------ | -------------- | ------------------------------ | -------------------------------------------------------------- |
| 1977   | 1989   | Альбер Боде    |                                | пекарь                                                         |
| 1989   | 1995   | Кристиан Стерн |                                | учитель                                                        |
| 1995   | 2001   | Мари-Элен Досе | Союз за французскую демократию | работник аппарата мэрии, член Генерального совета департамента |
| 2001   | 2014   | Пьер Досе      | Социалистическая партия        | инженер-агроном                                                |
| 2014   | 2020   | Мари-Элен Досе | Союз демократов и независимых  | работник аппарата мэрии, член Генерального совета департамента |
| 2020   |        | Анри Досе      | Разные левые                   | фермер                                                         |

## Галерея

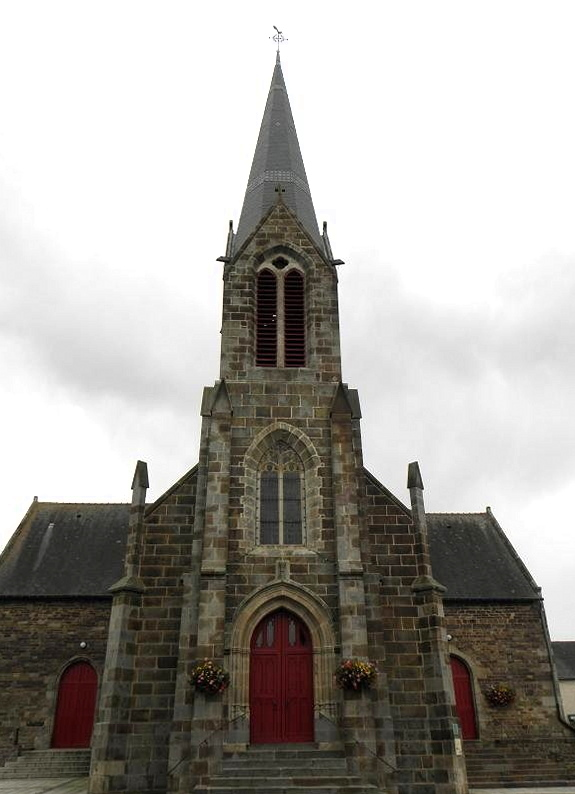
Церковь Святого Мартина Турского